# Tiburoneros
Tiburoneros es una película mexicana de drama de 1962 escrita y dirigida por Luis Alcoriza y protagonizada por Julio Aldama y Dacia González.

## Sinopsis
Aurelio (Julio Aldama), es un tiburonero, o pescador de tiburones. Aurelio trabaja muy duro para enviar dinero a su familia en la ciudad y mantener a Manela (Dacia González), su joven amante en la costa. Su vida en la costa es buena ya que es considerado el mejor tiburonero de la región. Para ayudar a la familia de Manela, él le da al padre y hermano de Manela un bote de pesca y redes para que ellos también puedan mantenerse a cambio de que lo dejen acercarse a Manela. Después descubre que su compadre está robando de su pesca, Aurelio lo golpea pero se arrepiente y llama a un médico. Adicionalmente, Manela se enfada con Aurelio porque él no le compra un collar que ella quiere y por lo tanto, ella se corta su cabello el día de su cumpleaños. Aurelio contacta a su familia en la ciudad y decide vender su barco y regresar a Ciudad de México con su familia, que lo presiona para que regrese. Encuentra una propuesta para un negocio de transportes que le asegura un futuro, pero no sabe cómo manejarse en la ciudad, además de que no se siente feliz, por lo cual decide regresar a la costa tabasqueña a hacer lo que verdaderamente ama, ser tiburonero.

## Reparto
- Julio Aldama como Aurelio Gómez.
- Dacia González como Manela.
- David del Carpio como Pigua.
- Tito Junco como don Raúl.
- Amanda del Llano como Adela.
- Eric del Castillo como El Costeño.
- Alfredo Varela Jr. como Chilo.
- Noé Murayama como Román.
- Enrique Lucerocomo Rubén.
- Conchita Gentil Arcos como madre de Aurelio.
- Mario Zebadúa "Colocho" como El Tuerto
- Amado Zumaya como Rodolfo.
- Aurora Clavel como esposa de Rubén.
- Irma Serrano como Rosa.
- Sadi Dupeyrón como Pedro.
- Yolanda Ortíz como hija mayor de Aurelio.
- Enrique de la Peña
- Blanca Delia Hermosillo

## Producción
Tiburoneros está basada en la vida de pescadores de tiburones que el director Luis Alcoriza conoció en sus viajes por México. Basándose en las historias de estos pescadores, Alcoriza escribe el guion de Tiburoneros y empieza a filmar la película del 26 de abril al 31 de mayo de 1962 en la costa de Tabasco, en la cabecera municipal de Centla, Frontera (Tabasco) y en el Distrito Federal. La película se estrenó el 23 de mayo de 1963 en el cine Alameda. 

## Premios
En 1963 Luis Alcoriza ganó el premio al mejor argumento en el Festival Internacional de Cine de Mar del Plata gracias a este filme.